# Filippo Cavalli
Filippo Cavalli (ur. 29 stycznia 1921 w Casale Monferrato; zm. 29 kwietnia 2004 w Treviso) – włoski piłkarz, grający na pozycji bramkarza.

## Kariera piłkarska
Wychowanek klubu Casale, w barwach którego w 1939 rozpoczął karierę piłkarską. W 1940 przeszedł do Torino, wygrywając z nim mistrzostwo i Puchar Włoch. Potem występował ponownie w Casale oraz w Pavia i Como. W latach 1946–1953 bronił barw Juventusu, z którym dwukrotnie zdobył mistrzostwo Włoch. W sezonie 1953/54 grał w Interze, z którym po raz czwarty zdobył mistrzostwo Włoch. Potem do 1957 występował ponownie w klubach Pavia i Casale.
Zmarł w 2004 roku w wieku 83 lat.

## Sukcesy i odznaczenia

### Sukcesy klubowe
Torino
- mistrz Włoch: 1942/43
- zdobywca Pucharu Włoch: 1942/43

Juventus
- mistrz Włoch: 1949/50, 1951/52

Inter
- mistrz Włoch: 1953-1954